# حارة بير الفقيه (صنعاء)
بير الفقيه هي إحدى حارات حي سدس الروض بمدينة الروضة شمال العاصمة اليمنية "صنعاء"، بلغ تعداد سكانها 502 نسمة حسب تعداد اليمن لعام 2004.